# آتمااوتلواک (آلاسکا)
آتمااوتلواک (به انگلیسی: Atmautluak) شهری در ناحیه سرشماری بتل ایالت آلاسکا است که جمعیت آن در سرشماری سال ۲۰۰۰ میلادی ۲۹۴ نفر بوده‌است.